# Orljavac
Orljavac je malo selo u sastavu općine Brestovac, Požeško-slavonska županija. 
Nalazi se na na cesti Požega - Pakrac. Naselje ima167 stanovnika prema popisu iz 2011. godine, od kojih su većina starije životne dobi. Selo je propalo tijekom Domovinskog rata i izgubilo je status općine. Stanovništvo se uglavnom bavi poljoprivredom i stočarstvom. Kroz selo protječe rijeka Orljava koja je u tom dijelu vrlo čista, a voda je iz nje pitka. 

## Stanovništvo
| broj stanovnika | 351   | 363   | 365   | 416   | 459   | 575   | 460   | 450   | 467   | 506   | 464   | 417   | 339   | 297   | 203   | 167   | 113   |
|                 | 1857. | 1869. | 1880. | 1890. | 1900. | 1910. | 1921. | 1931. | 1948. | 1953. | 1961. | 1971. | 1981. | 1991. | 2001. | 2011. | 2021. |